# Moskauer Protokoll

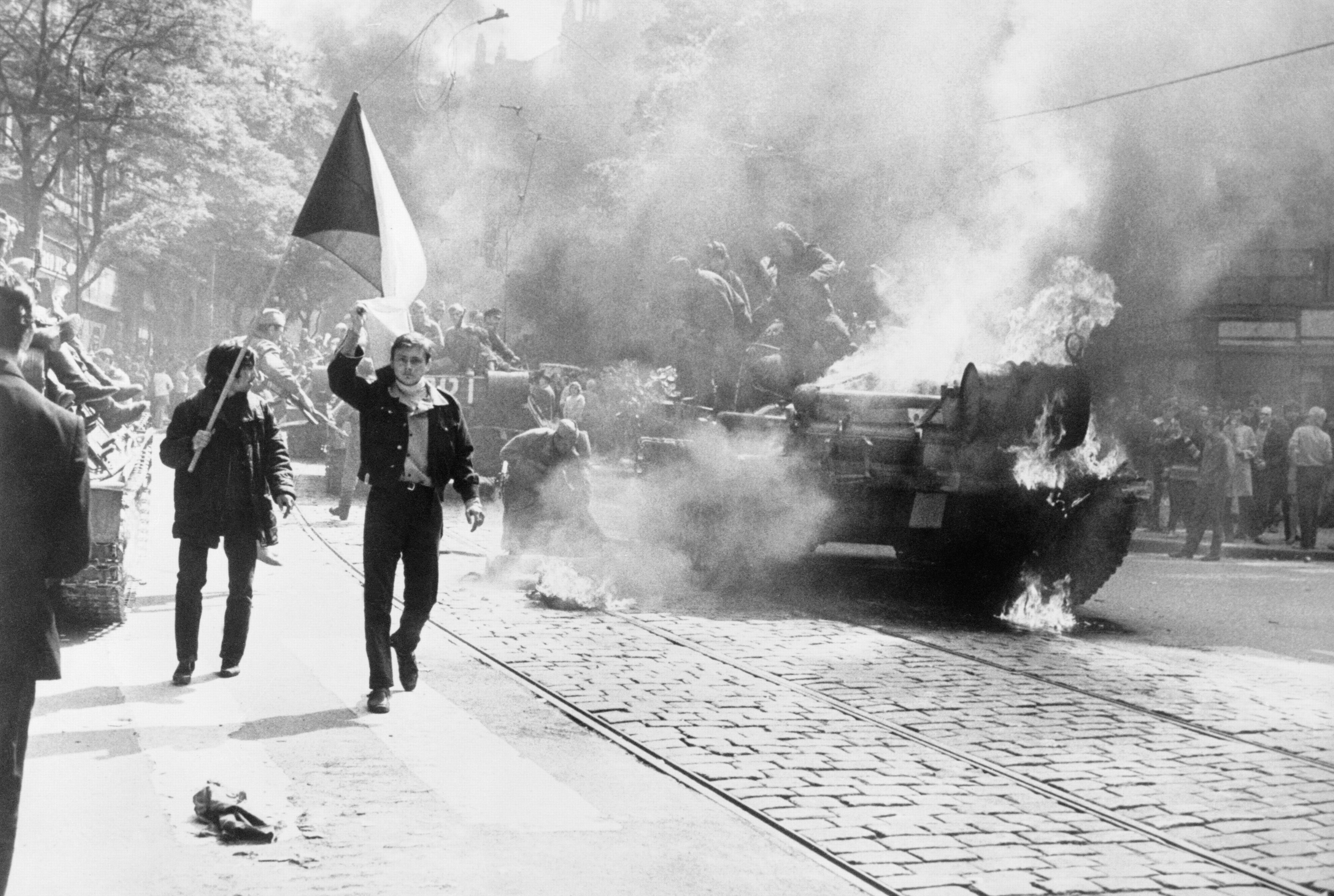
Einwohner von Prag mit tschechoslowakischer Flagge vor einem brennenden sowjetischen Panzer. August 1968.

Das Moskauer Protokoll (tschechisch: Moskevský protokol), vollständige Bezeichnung Das Protokoll der Verhandlungen der Delegationen von ČSSR und UdSSR (tschechisch: Protokol o jednání delegace ČSSR a SSSR), fasst die Ergebnisse der Verhandlungen zwischen den Delegationen der ČSSR und der UdSSR von 23. bis 26. August 1968 zusammen. Unterschrieben haben es am 26. August 1968 alle Mitglieder der tschechoslowakischen Delegation in Moskau außer František Kriegel. Die Verhandlungen fanden wenige Tage nach der Invasion der Truppen des Warschauer Paktes in die Tschechoslowakei statt. Das unter dem Diktat der Moskauer Parteiführung zustande gekommene Dokument besiegelte das Ende des Prager Frühlings, legalisierte die Anwesenheit sowjetischer Besatzungstruppen im Land und eröffnete den Weg zur sogenannten Normalisierung.

## Vorgeschichte

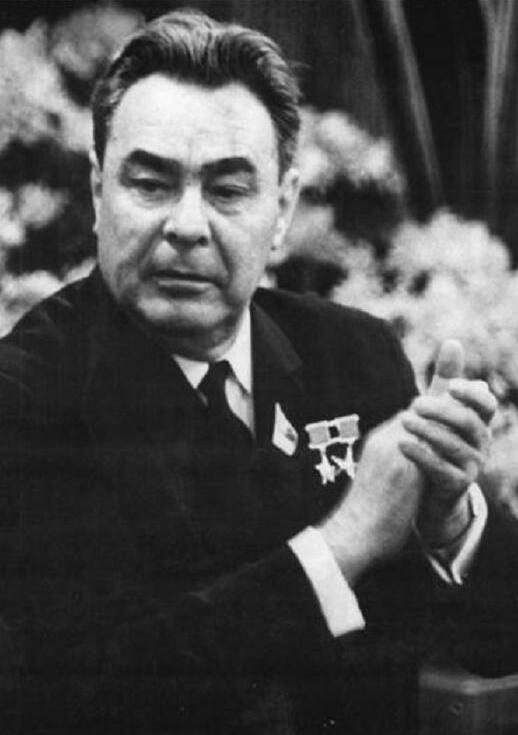
Sowjetischer Parteichef Leonid Breschnew, unter seinem Diktat fanden die Verhandlungen statt.

In der Nacht vom 20. auf den 21. August 1968 drangen Armeen der Sowjetunion, Polens, Ungarns und Bulgariens auf das Gebiet der Tschechoslowakei und besetzten innerhalb wenigen Stunden alle wichtigen Positionen. Die Nationale Volksarmee der DDR beteiligte sich zwar an der Aktion, ihre Truppen überschritten aber die Grenze nicht. Eine sowjetische Spezialeinheit verhaftete führende Parteifunktionäre, darunter Parteichef Alexander Dubček, Ministerpräsident Oldřich Černík, Parlamentspräsident Josef Smrkovský, und den Vorsitzenden der Nationalen Front František Kriegel. Sie wurden noch in der Nacht in die Sowjetunion abtransportiert.
Trotz der militärischen Übermacht erreichten die Besatzer ihre politischen Ziele zunächst nicht. Die offizielle sowjetische Erklärung zum Truppeneinmarsch, die die Nachrichtenagentur TASS am 21. August verbreitete, berief sich auf ein Hilfeersuchen der KSČ gegen die drohende Konterrevolution in der ČSSR. Aber der sowjetische Parteichef Breschnew scheiterte mit seiner ursprünglichen Absicht, eine Kollaborationsregierung einzusetzen, die dies bestätigen und die Invasion damit politisch rechtfertigen sollte. Der für September geplante 14. Parteitag der Kommunistischen Partei der Tschechoslowakei kam spontan schon am 22. August zusammen. Er bestätigte mehrheitlich die Legitimität der Führung Dubčeks, verurteilte die Invasion und verlangte die Rückkehr der nach Moskau verschleppten Partei- und Staatsführung. Am gleichen Tag hat es Präsident Ludvík Svoboda abgelehnt, die von moskautreuen Kommunisten zusammengestellte Kollaborationsregierung zu ernennen und ihr damit den Anschein einer Rechtmäßigkeit zu verleihen. Diese sog. „revolutionäre Arbeiter- und Bauernregierung“ sollte Alois Indra führen, ein entschiedener Gegner von Dubčeks Reformprozess.
Am 23. August flog Präsident Svoboda mit einer Delegation nach Moskau. Er konnte durchsetzen, dass die inhaftierten tschechoslowakischen Politiker zu den Verhandlungen hinzugezogen wurden. Später kamen noch Zdeněk Mlynář, Gustáv Husák und einige weitere hinzu. Präsident Svoboda wollte eine Vereinbarung über den Abzug der Besatzungsarmeen und die Rückkehr von Dubček und der anderen internierten Politiker erreichen. Die viertägigen Gespräche fanden unter dem Diktat der von Breschnew geführten KPdSU-Führung und angesichts der militärischen Bedrohung des Landes statt. Das am Ende angenommene Protokoll bedeutete die vollständige Kapitulation der Reformkommunisten. Alexander Dubček wollte das Dokument bis zum Schluss nicht unterschreiben, ließ sich aber von den übrigen Teilnehmern und vom Präsident Svoboda schließlich doch zur Unterschrift bewegen.
Als einziger hat František Kriegel die Unterschrift verweigert. Seine Haltung hat er später so begründet: „Ich habe mich geweigert zu unterzeichnen, weil die Unterzeichnung unter dem Eindruck der militärischen Besatzung der Republik stattfand, ohne die Verfassungsorgane zu konsultieren, und im Widerspruch zu den Gefühlen der Bevölkerung.“
Das Moskauer Protokoll beinhaltete die Verpflichtung, den Inhalt geheim zu halten. Für die Öffentlichkeit unterzeichnete man das Kommuniqué der tschechoslowakisch-sowjetischen Verhandlung vom 27. 8. 1968 (Komuniké z Československo - Sovětského jednání v Moskvě dne 27. 8. 1968), das die „Normalisierung“ der Verhältnisse als Ziel ausgab.

## Inhalt und Bedeutung
Das Dokument forderte eine rasche „Normalisierung“ der Verhältnisse im Land. Der Begriff „Normalisierung“ spielte in der nachfolgenden politischen Entwicklung der Tschechoslowakei bis zum Jahr 1989 die Schlüsselrolle. Dem Moskauer Protokoll zufolge sollte ein Teil der Truppen so lange im Land bleiben, bis „die Bedrohung des Sozialismus in der ČSSR und die Bedrohung der Sicherheit der Länder der sozialistischen Gemeinschaft“ vorüber ist. Die sowjetische Armee sollte der ČSSR helfen „sich entschieden gegen die militaristischen, revanchistischen und neonazistischen Bestrebungen zur Wehr zu setzen“. Im Protokoll wurde kein Datum für den Abzug der Truppen genannt.
Das Dokument forderte die Wiedereinführung der Zensur: Notwendig sei das „Unterbinden von antisozialistischen Äußerungen in Presse, Rundfunk und Fernsehen“ und das „Einstellen von Tätigkeiten von Gruppen und Organisationen mit antisozialistischen Positionen“, z. B. der sozialdemokratischen Partei. Alle Staatsorgane müssen „die führende Rolle der Arbeiterklasse und der Kommunistischen Partei“ gewährleisten.
Der 14. Parteitag der KSČ am 22. August wurde als illegal erklärt. Nach der Normalisierung der Situation sollte der gültige Parteitag einberufen werden. Des Weiteren musste die tschechoslowakische Regierung es ablehnen, dass die Situation im Land im Sicherheitsrat der Vereinten Nationen behandelt wurde. Das haben nach der Invasion einige Länder auf die Agenda gesetzt.
Das Moskauer Protokoll besiegelte das Ende des Prager Frühlings und bedeutete die Rücknahme aller im Jahr 1968 erreichten Reformen. Dubček und die anderen aus Moskau zurückgekehrten Reformkommunisten sprachen zwar am Anfang noch von einer Fortsetzung des Reformprozesses, sie wurden aber in den folgenden Wochen einem immer stärkeren Druck der Moskauer Parteiführung ausgesetzt, nach und nach aus ihren Funktionen entfernt und durch moskautreue Kommunisten ersetzt. Das Zentralkomitee der KSČ hat in der Sitzung am 31. August 1968 das Moskauer Protokoll gebilligt und einige von den Sowjets geforderten Personaländerungen gleich durchgeführt. Am 16. Oktober 1968 hat die Nationalversammlung einen Vertrag über den „vorübergehenden Aufenthalt“ der sowjetischen Truppen ratifiziert.
Im April 1969 musste Alexander Dubček zurücktreten und Gustáv Husák übernahm die Führung der Partei. Die sowjetische Armee blieb bis zum Jahr 1991 im Land, die übrigen Länder zogen ihre Truppen bis Ende Oktober 1968 zurück.